# Jean-Paul Lutula
Jean-Paul Lutula (4 oktober 1984) is een Congolese voetballer, spelend bij FC Brussels. Zijn positie is aanvaller. Lutula speelde in eigen land eerst voor DC Motema Pembe, in de zomer van 2007 kwam hij naar Brussel.